# ハマゼリ属
ハマゼリ属（ハマゼリぞく、学名：Cnidium、和名漢字表記：浜芹属）はセリ科の属の一つ。

## 特徴
多年草または越年草、ときに一年草。葉に葉柄があり、単羽状複葉になる。花は複散形花序になり、花柄の下の総苞片と小花柄の下の小総苞片は常に存在する。萼筒の先の萼歯片はあるが目立たない。花弁は5弁で白色か赤みを帯びる。果実の表面は光沢がなく、毛は無い。分果の隆条は太く、横断面が5角形から6角形になり、油管がある。
世界に10種知られ、日本には1種ある。

## 種

### 日本に分布する種
- ハマゼリ Cnidium japonicum Miq. -日本の北海道・本州・四国・九州、朝鮮、中国（東北地方南部）に分布する[1]。

### その他の種
- Cnidium bhutanicum M.F.Watson
- Cnidium cnidiifolium (Turcz.) Schischk.
- Cnidium dauricum (Jacq.) Fisch. & C.A.Mey.
- Cnidium divaricatum (Jacq.) Ledeb.
- Cnidium dubium Thell.
- Cnidium monnieri (L.) Cusson
- Cnidium salinum Turcz.
- Cnidium silaifolium (Jacq.) Simonk.
- Cnidium sinchianum K.T.Fu

## ギャラリー
- ハマゼリ
- Cnidium dubium
- Cnidium silaifolium